# دینو دانا (فیلم)
دینو دانا یک سریال تلویزیونی کمدی-درام علمی تخیلی کانادایی استکه توسط جی جی جانسون ساخته و کارگردانی شده است . این سریال به عنوان دنباله‌ای بر دینو دن: ماجراجویی‌های سفر ساخته شد ودر 27 مه 2017 در آمازون پرایم ویدیو به نمایش درآمد.  دینو دانا: فیلم در سپتامبر 2020 در پرایم ویدیو منتشر شد. در ابتدا قرار بود در 21 مارس 2020 به صورت سینمایی اکران شود، اما به دلیل همه‌گیری کووید-19 در کانادا به تعویق افتاد و بعداً لغو شد . یک اسپین‌آف جدید از دینو دانا با عنوان دینو دکس در اکتبر 2024 آغاز به کار کرد.

## طرح
« دینو دانا» که دنباله‌ای بر «دینو دن» است ، بر دختری نه ساله به نام دانا جین تمرکز دارد که قصد دارد «آزمایش‌های دینو» را انجام دهد که به او اطلاعات بیشتری درمورد دایناسورها ، پتروسورها ، خزندگان دریایی ماقبل تاریخ ، سیناپسیدها ، حشرات ماقبل تاریخ و پستانداران ماقبل تاریخ می‌دهد . او همچنین اغلب در نتیجه درس‌هایی که هنگام حل آزمایش‌ها آموخته، درک خود را از زندگی افزایش می‌دهد و در زندگی شخصی خود رشد می‌کند. شخصیت‌های دیگر عبارتند از خواهر ناتنی بزرگترش، سارا؛ مادرش، آوا؛ ناپدری‌اش، اهمن؛ و گلوریا، مادربزرگ مادری‌اش، و دکستر، برادر ناتنی نوزادش که در ابتدای فصل سوم به دنیا آمد. جیسون اسپواک و ترک بوچینو نیز به عنوان مهمان به صورت دوره‌ای در نقش‌های دن و ترک هندرسون ظاهر می‌شوند.
این مجموعه، فیلم زنده را با انیمیشن CGI ترکیب می‌کند. 

## بازیگران
- میکلا لوسی در نقش دانا جین
- سارا چادری در نقش سارا جین، خواهر ناتنی بزرگتر دانا
- نیکولا کوریا-دامود در نقش مامان (اوا جین)
- آمیش پاتل در نقش ناپدری (امان جین)
- رایان مالکوف در نقش دکستر جین، برادر ناتنی کوچکتر دانا و سارا
- ماریا واکراتسیس در نقش مادربزرگ
- اریک پترسون در نقش پدربزرگ
- علی حسن در نقش عمو راوی
- نلو هاندا در نقش آنجالی، دوست دختر عمو راوی
- بیل کابز در نقش آقای هندریکسون، همسایه دانا
- لایبا علوی در نقش سارای جوان
- لورتا یو در نقش کای (بازگشتی)
- آنا کتکارت در نقش رابین (بازگشتی)
- اولیویا پرستی در نقش اولیویا (بازگشتی)
- میلی دیویس در نقش رایلی (بازگشتی)
- جین ایستوود در نقش خانم کوری
- جیسون اسپواک در نقش دن هندرسون

## قسمت‌ها
| فصل | قسمت‌ها | قسمت‌ها | تاریخ اصلی روی آنتن رفتن | تاریخ اصلی روی آنتن رفتن |
| فصل | قسمت‌ها | قسمت‌ها | اولین بار                | آخرین بار                |
| --- | ------ | ------ | ------------------------ | ------------------------ |
| ۱   | 13     | 13     | ۲۴ مه ۲۰۱۷               | ۱۷ اوت ۲۰۱۷              |
| ۲   | 13     | 13     | ۲۴ مارس ۲۰۱۸             | ۴ اوت ۲۰۱۸               |
| ۳   | 13     | 13     | ۲۲ مه ۲۰۱۹               | ۳ ژوئیه ۲۰۱۹             |
| ۴   | 13     | 13     | ۱۶ آوریل ۲۰۲۰            | ۱۶ آوریل ۲۰۲۰            |

## جوایز
| Award                | Year | Category                                                              | Recipients | Result    |
| -------------------- | ---- | --------------------------------------------------------------------- | --- | --------- |
| جوایز سینمایی کانادا | ۲۰۱۸ | بهترین کارگردانی، کودک یا نوجوان                                      | style="background: #FDD; color: black; vertical-align: middle; text-align: center; " class="no table-no2"\|نامزدشده |           |
| جوایز سینمایی کانادا | ۲۰۱۸ | بهترین اجرا، کودکان یا نوجوانان                                       | style="background: #FDD; color: black; vertical-align: middle; text-align: center; " class="no table-no2"\|نامزدشده |           |
| جوایز سینمایی کانادا | ۲۰۱۹ | بهترین برنامه یا مجموعه پیش‌دبستانی                                    | دینو دانا | برنده شده |
| جوایز سینمایی کانادا | ۲۰۱۹ | بهترین پروژه چند پلتفرمی - کودکان و نوجوانان                          | دینو دانا دیجیتال                                                                                                   | برنده شده |
| جوایز سینمایی کانادا | ۲۰۱۹ | بهترین کارگردانی، کودک یا نوجوان                                      | style="background: #FDD; color: black; vertical-align: middle; text-align: center; " class="no table-no2"\|نامزدشده |           |
| جوایز سینمایی کانادا | ۲۰۱۹ | بهترین نوشته، کودک یا نوجوان                                          | style="background: #FDD; color: black; vertical-align: middle; text-align: center; " class="no table-no2"\|نامزدشده |           |
| جوایز سینمایی کانادا | ۲۰۱۹ | بهترین اجرا، کودکان یا نوجوانان                                       | style="background: #FDD; color: black; vertical-align: middle; text-align: center; " class="no table-no2"\|نامزدشده |           |
| جوایز سینمایی کانادا | ۲۰۱۹ | بهترین اجرا، کودکان یا نوجوانان                                       | style="background: #FDD; color: black; vertical-align: middle; text-align: center; " class="no table-no2"\|نامزدشده |           |
| جامی امی روزانه      | ۲۰۱۸ | مجموعه برتر کودکان پیش‌دبستانی                                         | style="background: #FDD; color: black; vertical-align: middle; text-align: center; " class="no table-no2"\|نامزدشده |           |
| جامی امی روزانه      | ۲۰۱۹ | مجموعه برتر کودکان پیش‌دبستانی                                         | style="background: #FDD; color: black; vertical-align: middle; text-align: center; " class="no table-no2"\|نامزدشده |           |
| جامی امی روزانه      | ۲۰۱۹ | بهترین بازیگر در برنامه کودک، خانوادگی یا کلاس ویژه                   | میکلا لوسی | برنده شده |
| جامی امی روزانه      | ۲۰۱۹ | نویسندگی برجسته در برنامه‌ی کودکان، پیش‌دبستانی‌ها یا برنامه‌های خانوادگی | style="background: #FDD; color: black; vertical-align: middle; text-align: center; " class="no table-no2"\|نامزدشده |           |
| جامی امی روزانه      | ۲۰۱۹ | کارگردانی برجسته در برنامه کودکان، پیش‌دبستانی یا برنامه خانوادگی      | style="background: #FDD; color: black; vertical-align: middle; text-align: center; " class="no table-no2"\|نامزدشده |           |
| جامی امی روزانه      | ۲۰۱۹ | بهترین کارگردانی هنری/طراحی صحنه/طراحی صحنه                           | style="background: #FDD; color: black; vertical-align: middle; text-align: center; " class="no table-no2"\|نامزدشده |           |
| جامی امی روزانه      | ۲۰۱۹ | جهت نورپردازی برجسته                                                  | style="background: #FDD; color: black; vertical-align: middle; text-align: center; " class="no table-no2"\|نامزدشده |           |
| جامی امی روزانه      | ۲۰۱۹ | تدوین صدای فوق‌العاده برای یک برنامه زنده                              | style="background: #FDD; color: black; vertical-align: middle; text-align: center; " class="no table-no2"\|نامزدشده |           |

2017 : برنده جایزه بهترین سریال جدید از جشنواره کیداسکرین 
2018 : برنده جایزه کیداسکرین برای بهترین سریال غیر انیمیشن یا ترکیبی 
2019 : برنده جایزه امی روزانه برای بهترین بازیگر در برنامه کودک 
2019 : برنده جایزه YMA 2019 برای بهترین برنامه، لایو اکشن با فیلمنامه و بدون فیلمنامه، ویژه پیش‌دبستانی 

## پخش
در 6 اکتبر 2016، کلیپ‌های کوتاه مقدماتی دینو دانا برای اولین بار در یوتیوب منتشر شد که از فیلم‌های دو نمایش قبلی استفاده می‌کرد. دینو دانا در 24 مه 2017 در TVOKids کانادا پخش شد.  دو روز بعد، این نمایش در 26 مه در آمازون پرایم ویدیو در ایالات متحده و بریتانیا به نمایش درآمد .  در استرالیا دینو دانا در ABC Kids نمایش داده می‌شود .  در امارات متحده عربی، برای اولین بار در e-Junior و در آمریکای لاتین ، برای اولین بار در Nat Geo Kids آمریکای لاتین پخش شد .